# Đức tuyên chiến với Hoa Kỳ (1941)

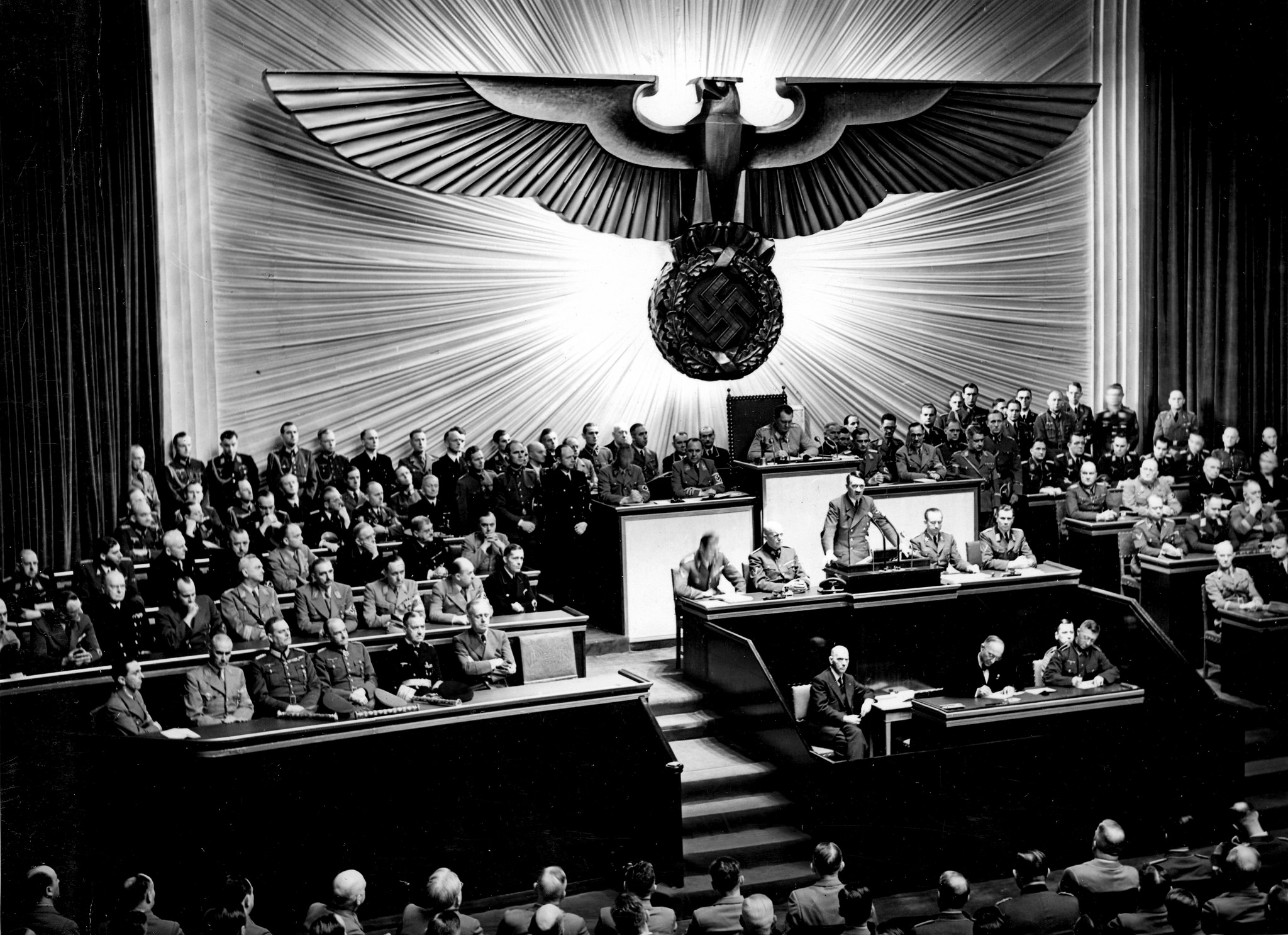
Hitler thông báo về việc tuyên chiến với Hoa Kỳ tại Quốc hội, 11 tháng 12 năm 1941

Vào ngày 11 tháng 12 năm 1941, vài ngày sau sự kiện Nhật Bản tấn công Trân Châu Cảng và Hoa Kỳ tuyên chiến với Nhật, Đức Quốc xã đã tuyên chiến với Hoa Kỳ để đáp trả lại những gì mà họ khẳng định là một loạt những hành vi khiêu khích của Chính phủ Hoa Kỳ khi mà nước này chính thức ở vào tình trạng trung lập trong Chiến tranh thế giới thứ hai. Quyết định tuyên chiến được Adolf Hitler đưa ra gần như ngay lập tức, không có sự chuẩn bị hay tham khảo ý kiến. Sau đó trong cùng ngày, Hoa Kỳ cũng đã tuyên chiến với Đức.

## Bối cảnh
Chiều hướng trong quan hệ giữa Đức và Hoa Kỳ đã đi xuống kể từ thời điểm Chiến tranh thế giới thứ hai bắt đầu do sự kiện này ắt làm tăng thêm mối hợp tác giữa Hoa Kỳ và Vương quốc Anh. Hiệp định Destroyers for Bases, chính sách Lend-Lease, tuyên bố Hiến chương Đại Tây Dương, việc Anh bàn giao quyền kiểm soát quân sự Iceland cho Mỹ, sự mở rộng Vùng An ninh Liên Mỹ, và nhiều thành quả của mối quan hệ đặc biệt giữa hai nước đã tạo sự căng thẳng trong quan hệ giữa Hoa Kỳ, một quốc gia về cơ bản vẫn đang ở tình trạng trung lập, và Đức Quốc xã. Các tàu khu trục Hoa Kỳ hộ tống tàu chở hàng tiếp tế tới Anh trên thực tế đã đối đầu với những chiếc tàu ngầm U-boat của Đức. Nguyện vọng giúp đỡ Anh của Roosevelt bất chấp sự phản đối của nhóm người theo chủ nghĩa biệt lập có tầm ảnh hưởng và những trở ngại pháp lý do Quốc hội Hoa Kỳ áp đặt nhằm ngăn cản sự tham gia trực tiếp vào cuộc chiến đã đẩy nước Mỹ vượt qua ranh giới trung lập truyền thống.
Vào ngày 7 tháng 12 năm 1941, Đế quốc Nhật Bản tấn công căn cứ hải quân Hoa Kỳ tại Trân Châu Cảng, Hawaii, khởi đầu một cuộc chiến tranh giữa Nhật và Hoa Kỳ. Nhật Bản không báo trước cho đồng minh của họ là Đức về cuộc tấn công, dù vào đầu tháng 12 đại sứ Nhật đã nói với Ngoại trưởng Đức Joachim von Ribbentrop rằng mối quan hệ giữa Hoa Kỳ và Đế quốc Nhật Bản đã tan vỡ và rằng chiến tranh sắp xảy ra. Viên đại sứ được chỉ thị yêu cầu Đức cam kết tuyên chiến dưới các điều khoản của Hiệp ước Ba bên (hay Hiệp ước Tam cường). Hitler và Ribbentrop đã thúc giục Nhật Bản tấn công, chiếm lấy Singapore từ tay Anh, dựa vào lý lẽ rằng làm như vậy không những khiến Anh tổn thương mà còn giữ cho Hoa Kỳ đứng ngoài cuộc chiến.
Theo các điều khoản trong thỏa thuận, Đức có nghĩa vụ phải giúp đỡ Nhật nếu có một nước thứ ba tấn công Nhật, nhưng không nếu Nhật tấn công một nước thứ ba. Ribbentrop đã nhắc lại điều này với Hitler và chỉ ra rằng việc tuyên chiến với Mỹ sẽ làm tăng số lượng kẻ thù của Đức, nhưng Hitler gạt bỏ mối quan ngại này vì cho rằng nó không quan trọng và ông ta đã tuyên chiến với Hoa Kỳ mà gần như không có sự tham khảo ý kiến. Hitler muốn tuyên chiến trước khi Roosevelt tuyên chiến với Đức, điều nằm trong suy nghĩ của ông ta.
Trên thực tế, lời tuyên chiến của Hitler đến như một sự cứu trợ tuyệt vời cho Thủ tướng Anh Winston Churchill, người lo sợ về khả năng xảy ra hai cuộc chiến song song không có mối liên kết: Anh và Liên Xô đối đầu Đức tại châu Âu và Hoa Kỳ đối đầu Nhật ở Thái Bình Dương. Với việc lời tuyên chiến chống lại Hoa Kỳ của Đức có hiệu lực, sự viện trợ của Hoa Kỳ cho Anh ở cả hai mặt trận như một đồng minh hoàn toàn được đảm bảo. Điều này cũng đơn giản hóa các vấn đề cho chính phủ Hoa Kỳ, như John Kenneth Galbraith hồi tưởng:
Khi xảy ra sự kiện Trân Châu Cảng, chúng tôi [những cố vấn của Roosevelt] đã tuyệt vọng.... Tất cả chúng tôi đau đớn. Tâm trạng của người dân Hoa Kỳ là rõ ràng, họ xác định rằng người Nhật phải bị trừng phạt. Chúng tôi có thể bị buộc tập trung mọi nguồn lực cho mặt trận Thái Bình Dương và do đó không thể đưa ra nhiều hơn sự giúp đỡ bên ngoài thuần túy cho Anh. Việc Hitler tuyên chiến với chúng tôi ba ngày sau thực sự đáng kinh ngạc. Tôi không thể kể cho bạn về cảm giác hân hoan của chúng tôi. Ông ta đã làm một điều hoàn toàn bất hợp lý, và tôi nghĩ điều đó đã cứu châu Âu."
Có nhiều lý do để giải thích cho hành động tuyên chiến với Hoa Kỳ của Hitler trong khi bản thân ông ta không bị ép buộc. Một trong số đó là phản ứng về mặt cảm xúc: chiến thuật của Nhật Bản tiến hành một cuộc tấn công bất ngờ mà không tuyên chiến đã lôi cuốn Hitler; ông ta từng làm một điều tương tự khi tấn công Liên Xô với Chiến dịch Barbarossa hồi tháng 6 năm 1941; quả thực Hitler đã nói với đại sứ Nhật: "Người ta nên tấn công, tấn công mãnh liệt nhất có thể, đừng phí thì giờ tuyên chiến." Ngoài ra, viễn cảnh về một cuộc chiến tranh trên toàn thế giới đã ăn theo xu hướng của Hiler hướng tới những ý nghĩ có tính chất lớn lao và gia cố cảm giác rằng ông ta là một nhân vật nắm giữ vận mệnh lịch sử thế giới. Như trong bài phát biểu Hitler trình bày trước Nghị viện:
Tôi chỉ có thể tri ân tới Thượng đế đã trao phó cho tôi vai trò lãnh đạo một cuộc đấu tranh lịch sử; cuộc đấu mà trong 500 hoặc 1000 năm tới sẽ được mô tả là có tính quyết định, không chỉ cho lịch sử Đức quốc, mà còn cho toàn châu Âu và thực chất là cho toàn thế giới.
Sự thiếu hiểu biết về nước Mỹ của Hitler, về nhân lực và năng lực của nền công nghiệp Hoa Kỳ cũng đã dẫn tới quyết định trên. Ngay từ giữa tháng 3 năm 1941, chín tháng trước thời điểm Nhật Bản tấn công, Tổng thống Roosevelt đã nhận thức một cách sâu sắc về sự thù địch của Hitler nhằm vào Hoa Kỳ và tiềm năng tiêu diệt quốc gia này đã hiện hữu. Do quan điểm này trong Nhà Trắng và những nỗ lực phát triển nhanh chóng của tiềm lực công nghiệp Hoa Kỳ trước và trong năm 1941 để bắt đầu cung cấp quân nhu cho các lực lượng vũ trang, tàu chiến và máy bay được sản xuất đòi hỏi nhắm đến mục tiêu đánh bại toàn bộ Phe Trục. Nước Mỹ đã sẵn sàng hướng tới nền kinh tế thời chiến toàn diện, một hệ thống kinh tế sẽ biến quốc gia này thành "arsenal of democracy" (tạm dịch: kho vũ khí của nền dân chủ) cho chính bản thân và cho các đồng minh của mình.
Cuối cùng, thành kiến về chủng tộc sâu sắc đã khiến Hitler nhìn nhận Hoa Kỳ như một quốc gia có nền dân chủ tư sản suy đồi chứa đầy những con người mang nhiều hơn một dòng máu trong mình, một quần thể dân cư đặt nặng dưới tầm ảnh hưởng của người Do Thái và người da đen; một đất nước chưa từng có kỷ luật chuyên quyền để kiểm soát hay chỉ dẫn những đối tượng này; một đất nước chỉ quan tâm đến sự xa hoa và cuộc sống tươi đẹp với nhảy múa, uống rượu, thưởng thức âm nhạc. Trong tâm trí của Hitler, một đất nước như vậy không bao giờ có thể là mối hiểm họa đe dọa đến nước Đức Quốc gia Xã hội chủ nghĩa đầy ắp tính kỷ luật — và bởi vậy đã hình thành nên giai đoạn nhìn nhận sai lầm tai hại về quốc gia mà Hitler từng mô tả trong cuốn Zweites Buch (Second Book, 1928) không xuất bản của mình rằng đó thực sự sẽ là thách thức lớn nhất của Đế chế Thứ ba sau khi Liên bang Xô viết bại trận [theo dự tính của ông].
Một điểm có lợi cho Hitler khi tuyên chiến với Hoa Kỳ đó là việc làm này như một cách thức đánh lạc hướng công chúng Đức, làm họ lãng đi tình thế cuộc chiến với Liên Xô hiện tại khi mà Đức vừa trải qua những bước thụt lùi nghiêm trọng có thể dẫn tới một trận chiến kéo dài không mong muốn. Hitler đã bảo đảm với người dân Đức rằng Liên Xô sẽ bị đánh bại trước mùa đông, nhưng thực tế điều này đã không xảy ra, và như vậy chẳng có mấy tin tức tốt lành để thông báo với họ. Sự kiện Trân Châu Cảng tới đúng lúc cho phép Hitler có được diện mạo tích cực hơn trong bài phát biểu trước Nghị viện, tập trung khai thác giá trị tuyên truyền từ cuộc tấn công của Nhật nhiều nhất có thể. Thực tế Hitler đã hoãn bài phát biểu và việc tuyên chiến lại vài ngày, cố gắng tìm thời điểm thích hợp về mặt tâm lý để công bố. Tuy nhiên, động cơ tuyên truyền hầu như không đủ để biện minh cho hành động tuyên chiến với Hoa Kỳ, đặc biệt nếu xét làm như vậy sẽ tạo ra một "liên minh không bình thường" giữa hai chính thể khác biệt và đối lập từ trước đến nay, Liên Xô và Hoa Kỳ. Joachim C. Fest, một trong những tiểu sử gia về Hitler, đã biện luận rằng quyết định của Hitler "thực sự không còn là hành động theo ý muốn mà là một cử chỉ bị chi phối bởi nhận thức đột ngột về sự bất lực của chính mình. Cử chỉ đó là sáng kiến chiến lược quan trọng cuối cùng của ông ta."
Bất kể lý do tuyên chiến của Hitler có là gì đi nữa, quyết định này nhìn chung được xem là một sai lầm chiến lược rất lớn bởi nó cho phép Hoa Kỳ tham gia vào cuộc chiến ở châu Âu, hỗ trợ cho Anh và Đồng Minh mà không vấp phải nhiều sự phản đối của quần chúng trong nước khi mà nước này vẫn đang phải đối mặt với mối đe dọa Nhật Bản ở Thái Bình Dương. Thực tế, Hitler đã đẩy nước Đức vào thế đối đầu Hoa Kỳ khi họ vẫn đang trong giai đoạn giữa của một cuộc chiến quá đỗi khốc liệt, một cuộc chiến hủy diệt với Liên Xô mà không tiêu diệt được Anh trước tiên; trái ngược với lựa chọn khôn ngoan hơn là trì hoãn cuộc xung đột [sẽ xảy ra] với Hoa Kỳ càng lâu càng tốt, buộc Hoa Kỳ phải tập trung cho mặt trận Thái Bình Dương chống lại Nhật Bản, làm cho nước này khó mà có thể nhảy vào cuộc chiến ở châu Âu. Ít nhất ở mức độ nào đó Hitler có năng lực kiểm soát thời điểm can thiệp của Hoa Kỳ, nhưng thay vào đó, bằng việc tuyên bố chiến tranh với nước này, ông đã giải phóng cho Roosevelt và Churchill, cho phép họ hành động theo ý muốn của mình.

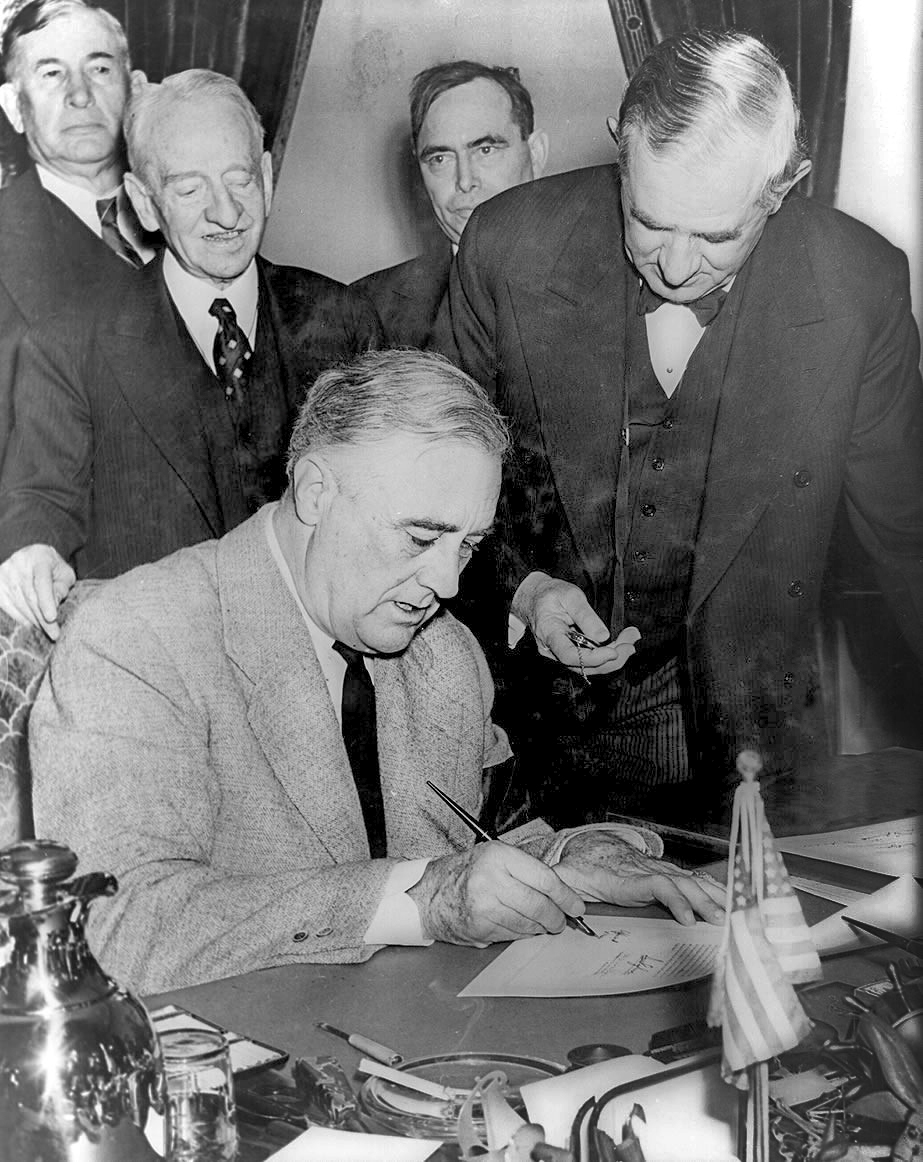
Tổng thống Roosevelt ký vào văn kiện tuyên bố chiến tranh với Đức, phản ứng của Hoa Kỳ trước lời tuyên chiến của Hitler

## Văn bản tuyên chiến của Đức
Vào ngày 11 tháng 12 năm 1941, Đại biện Leland B. Morris, nhà ngoại giao Hoa Kỳ có cấp bậc cao nhất tại Đức bị triệu tập tới văn phòng của Ngoại trưởng Đức Joachim von Ribbentrop. Tại đây Ribbentrop đã đọc lên tuyên bố chính thức như sau:

Ngài Đại biện:
Chính phủ Hoa Kỳ đã vi phạm một cách trắng trợn nhất, ngày càng vượt quá mọi quy tắc ứng xử mang tính trung lập và ủng hộ những kẻ thù của Đức. Đồng thời Hoa Kỳ đã và vẫn đang liên tục thực hiện những hành vi khiêu khích nghiêm trọng nhất nhằm vào Đức kể từ thời điểm chiến tranh ở châu Âu bùng nổ. Hoa Kỳ bị xúi giục bởi hành động tuyên chiến với Đức của Anh vào ngày 3 tháng 9 năm 1939 và cuối cùng đã phải dùng đến những hành động quân sự xâm lược.
Vào ngày 11 tháng 9 năm 1941, Tổng thống Hoa Kỳ tuyên bố công khai rằng ông ta đã ra lệnh cho Hải quân và Không quân Hoa Kỳ bắn hạ tại chỗ bất kỳ chiếc tàu chiến nào của Đức. Trong bài phát biểu ngày 27 tháng 10 năm 1941, ông ta một lần nữa khẳng định quả quyết hơn rằng mệnh lệnh này là có hiệu lực. Theo lệnh, các tàu của Hải quân Hoa Kỳ đã tấn công một cách có hệ thống nhằm vào lực lượng hải quân Đức kể từ đầu tháng 9 năm 1941. Như vậy, các tàu khu trục của Hoa Kỳ, như là Greer, Kearney và Reuben James, đã khai hỏa vào các tàu ngầm Đức theo kế hoạch. Chính Bộ trưởng Hải quân Hoa Kỳ là ông Knox đã xác nhận rằng các khu trục hạm Hoa Kỳ đã tấn công các tàu ngầm Đức.
Hơn nữa, Hải quân Hoa Kỳ dưới lệnh chính phủ của họ đã soi xét và bắt giữ các tàu buôn của Đức trên hải phận quốc tế như kẻ thù, trái với luật pháp quốc tế.
Do đó Chính phủ Đức tuyên bố những điều khoản sau đây:
Dù Đức về phía mình đã tuân thủ chặt chẽ các nguyên tắc của luật pháp quốc tế trong quan hệ với Hoa Kỳ suốt quãng thời gian chiến tranh, nhưng Chính phủ Hoa Kỳ từ những vi phạm ban đầu về thái độ trung lập cuối cùng đã đi đến những hành động gây chiến công khai với Đức. Chính phủ Hoa Kỳ do đó gần như đã tạo nên tình trạng chiến tranh.
Bởi vậy Chính phủ Đức ngừng các mối quan hệ ngoại giao với Hoa Kỳ và tuyên bố rằng dưới tình cảnh này, tình cảnh mà Tổng thống Roosevelt cũng đem lại cho Đức, kể từ hôm nay, Đức tự xem mình như ở trong tình trạng chiến tranh với Hợp chủng quốc Hoa Kỳ.
Chấp thuận, Ngài Đại biện, thể hiện sự suy xét kỹ lưỡng của tôi.
Ngày 11 tháng 12 năm 1941.

RIBBENTROP.